# Michael Ronda
Michael Ronda, mehiški filmski in televizijski igralec ter pevec, * 28. september 1996, Mexico City, Mehika.

## Filmografija
| Leto      | Naslov                | Vlogo         | Opombe                |
| --------- | --------------------- | ------------- | --------------------- |
| 2009      | Cada quien su santo   | Victor        | serija                |
| 2011      | La fuerza del destino | Alex          | serija                |
| 2011      | La Noche del Pirata   | Dani          | film                  |
| 2011      | Bacalar               | Santiago      | film                  |
| 2011-2015 | Como kocke el dicho   | Poncho        | serija; vodilna vlogo |
| 2016-2018 | Soy Luna              | Simón Álvarez | serija; glavni vloga  |